# La Flor Lote Uno
La Flor Lote Uno är en ort i Mexiko.   Den ligger i kommunen Villa Comaltitlán och delstaten Chiapas, i den sydöstra delen av landet, 800 km sydost om huvudstaden Mexico City. La Flor Lote Uno ligger 208 meter över havet och antalet invånare är 225.
Terrängen runt La Flor Lote Uno är kuperad åt nordost, men åt sydväst är den platt. Runt La Flor Lote Uno är det ganska tätbefolkat, med 111 invånare per kvadratkilometer. Närmaste större samhälle är Huixtla, 13,9 km söder om La Flor Lote Uno. I omgivningarna runt La Flor Lote Uno växer i huvudsak städsegrön lövskog.